# Attaccante (calcio)

Lo schieramento noto come "metodo", con gli attaccanti - e le relative posizioni - in rosso

È definito attaccante il calciatore con l'obiettivo primario di realizzare gol per la propria squadra nella porta avversaria.

## Ruolo e caratteristiche
Benché dedito principalmente alla finalizzazione, il ruolo offensivo ha conosciuto - in particolare per quanto attiene alla figura del centravanti - innovazioni tattiche in base alle quali il contributo dell'attaccante (o «punta») viene richiesto anche in fase di copertura, arretrando per favorire l'attuazione del pressing e la riconquista del pallone. L'evoluzione del calcio ha inoltre richiesto una maggior mobilità e dinamismo alle punte, scardinando la tradizione di un ruolo in precedenza statico con raggio d'azione circoscritto perlopiù all'area di rigore e alla porta avversaria, ricercando sempre più un attaccante tanto abile sotto porta quanto nel dialogare con i compagni nella metà campo, nel fare rifiatare la squadra tenendo il pallone lontano dalla porta e impedendo agli avversari di cominciare la manovra dalle retrovie.
Per quanto attiene all'azione offensiva le punte possono ricercare la profondità — agendo quindi da «attaccante di sfondamento» — oppure praticare un gioco «di sponda», volto a favorire tramite fraseggi e triangolazioni la superiorità numerica e l'inserimento dei compagni di squadra in zona-gol. Malgrado gli schemi e tattiche di gioco possano privilegiare determinate qualità rispetto ad altre, le caratteristiche comuni delle punte sono: fisicità, velocità, doti nel gioco aereo e nel dribbling, fiuto del gol, senso acrobatico, precisione e potenza nel concludere a rete. Risultano inoltre necessari un adeguato senso della posizione - per non cadere in fuorigioco -, l'abilità nell'eseguire i calci piazzati (punizioni e rigori) e l'opportunismo sotto rete, per sfruttare al meglio assist dei compagni ed errori avversari.

## Posizioni

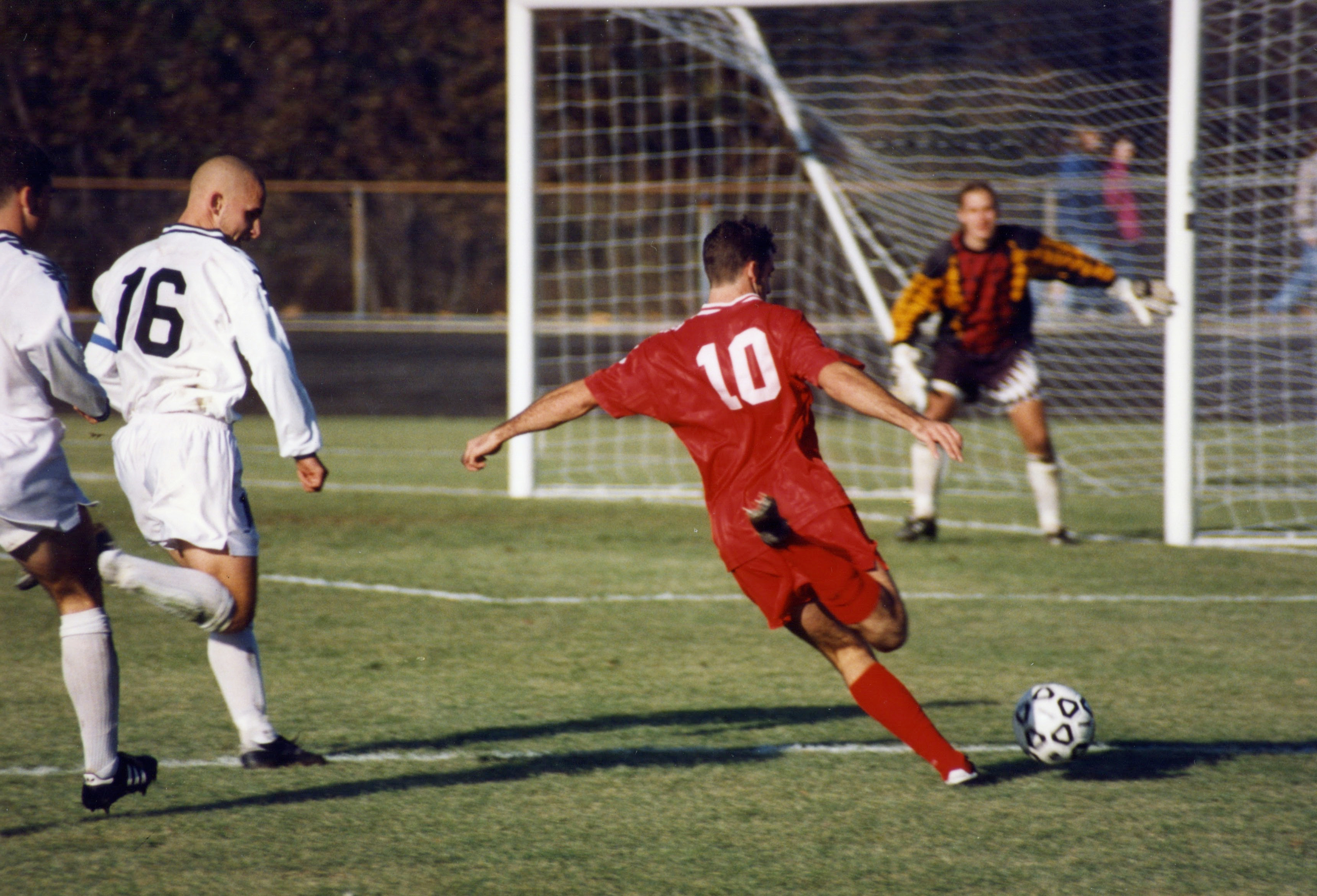
Un attaccante (di spalle) si appresta a concludere a rete

Schieramenti propri degli albori del calcio prevedevano l'utilizzo di numerosi attaccanti, suddivisi in esterni («ali») e interni («mezzali»): a questi si aggiungeva la punta centrale, definita anche «centravanti» o «centrattacco».
Le successive evoluzioni del gioco corrisposero all'arretramento delle mezzali a centrocampo, con il reparto avanzato composto dai laterali e dall'attaccante centrale.

### Prima punta
È il terminale offensivo primario, incaricato di finalizzare la manovra della propria squadra. Può occupare la posizione centrale di un tridente - venendo assistito dagli esterni con traversoni - o agire maggiormente in profondità, per sfruttare i suggerimenti in verticale di un trequartista.
L'impiego di un «doppio centravanti» consiste invece nello schieramento di due punte centrali, anche con profilo tattico differente, per garantire maggiore densità in avanti e pressing sulla retroguardia avversaria. Per via della posizione avanzata in campo, alle prime punte può infatti essere richiesta l'immediata aggressione al portatore di palla per un recupero della sfera nei pressi dell'area avversaria o della trequarti.

### Seconda punta/trequartista
È un attaccante schierato a sostegno del centravanti, muovendosi al fianco di esso oppure in posizione più arretrata. Rispetto alla prima punta si distingue per uno stile di gioco e un'impostazione tattica maggiormente orientata all'abilità tecnica e alla rifinitura, piuttosto che alla prestanza fisica e alla fase realizzativa.
Alla figura della seconda punta può essere ricondotta l'introduzione del «falso nove», ovvero di un teorico attaccante abile nello sviare la marcatura dei difensori muovendosi lungo l'intero fronte offensivo ma anche di concludere a rete in prima persona. Dal punto di vista storico tale ruolo richiama quello del «centravanti di manovra», elemento schierato a supporto della prima punta per creare - con le sue giocate e movimenti - spazio utile allo «sfondamento».

### Ala/esterno
Definito anche esterno offensivo, agisce in corrispondenza delle fasce laterali accentrandosi per concludere personalmente oppure servendo le punte centrali con passaggi rasoterra o aerei. In moduli di gioco affini al catenaccio - utilizzati nel corso del XX secolo - i laterali offensivi erano due, con l'ala destra in appoggio al centravanti e l'ala sinistra schierata in posizione più larga.
In fase di non possesso agli esterni viene richiesto di rientrare per contrastare il portatore avversario di palla e innescare - tramite la propria velocità - il contropiede, fatto che rende talvolta assimilabile il ruolo a quello del centrocampista laterale.